# Cerco de Paysandú
O cerco de Paysandú começou em 3 de dezembro de 1864, durante a Guerra do Uruguai, quando as forças brasileiras (sob o Marquês de Tamandaré) e as forças dos Colorado (sob Venancio Flores) tentaram capturar a cidade de Paysandú no Uruguai a partir de seus defensores do exército uruguaio. O cerco terminou 2 de janeiro de 1865, quando as forças brasileiras e Colorado conquistaram a cidade.

## Cerco

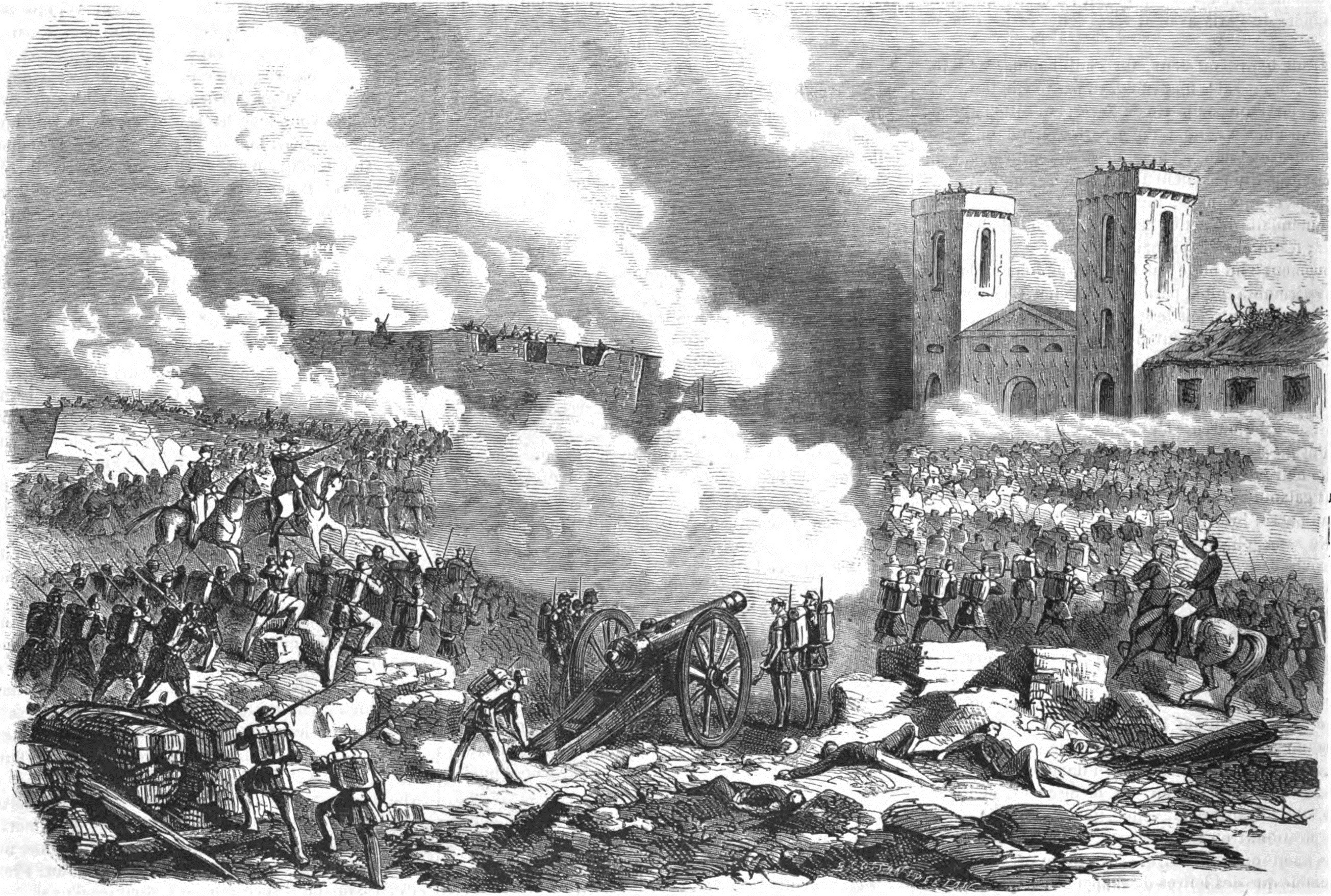
Cerco de Paysandú (L'Illustration, Vol. XLV, nº 1.151, 18/03/1865).

Até 3 de dezembro de 1864, a Marinha do Brasil reforçou um bloqueio a Paysandú com uma corveta e quatro canhoneiras. A guarnição sitiada tinha 1 254 homens e 15 canhões, sob o comando do coronel Leandro Gómez. Os brasileiros tiveram 1 695 soldados de infantaria, 195, artilheiros, 320 militares da Marinha (para um total de 2 210 homens) e 30 canhões. Os Colorados implantaram 800 soldados de infantaria e 7 canhões (3 dos quais foram estriados). Gómez recusou uma oferta para se render.
A partir de 6 até 8 de dezembro, os brasileiros e os Colorados fizeram tentativas de invadir a cidade, avançando pelas ruas, mas não foram capazes de tomá-la. Tamandaré e Flores decidiram aguardar Exército do Sul do Brasil.
Enquanto isso, o Uruguai enviou o General Juan Sáa com 3 000 homens e 4 canhões para aliviar a cidade sitiada. Os brasileiros e Colorados levantaram brevemente o cerco ao lidar com esta nova ameaça. Sáa abandonou sua antecedência antes de encontrar a força inimiga, e fugiram ao norte do Rio Negro.
Em 29 de dezembro, o Exército do Sul do marechal de campo João Propício Mena Barreto chegou a Paysandú, com duas brigadas de infantaria e um regimento de artilharia sob o tenente-coronel Émile Louis Mallet; enquanto a cavalaria brasileira estabeleceu acampamento a poucos quilômetros de distância. Enquanto isso, em Paysandú o comandante Gómez decapitou quarenta Colorados e quinze presos brasileiros e "pendurou suas cabeças ainda sangrando acima de suas trincheiras, à vista de seus compatriotas".
Em 31 de dezembro, os brasileiros e os Colorados recomeçaram seu ataque, e depois de uma luta amarga invadiram as defesas da cidade em 2 de janeiro de 1865.

## Resultado

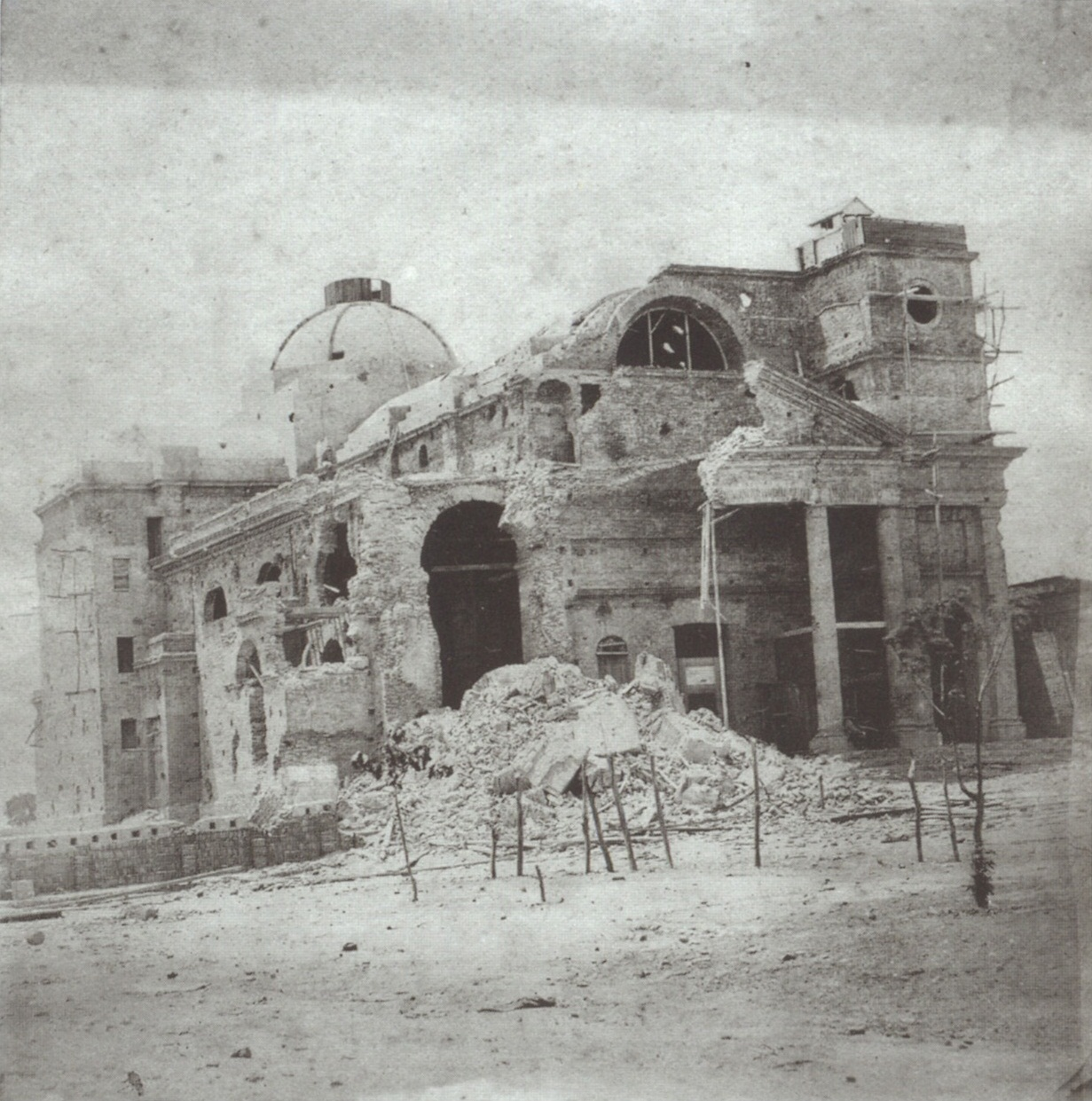
A Igreja de Paysandú severamente danificada ao final do cerco.

Os brasileiros capturaram Gómez e entregaram-no aos colorados. O coronel Gregorio "Goyo" Suárez disparou nele e em três de seus oficiais. "As ações de Suárez não eram realmente inesperadas, como vários membros de sua família imediata foram vítimas da ira de Gómez contra os colorados." A Igreja de Paysandú foi severamente danificada ao final do cerco.